# ماريانو ألفاريز دي كاسترو
ماريانو ألفاريز دي كاسترو (بالإسبانية: Mariano Álvarez de Castro)‏ هو عسكري وضابط إسباني، ولد في 8 سبتمبر 1749 في غرناطة في إسبانيا، وتوفي في 21 يناير 1810 في فيغيراس في إسبانيا.